# Test Kocha
Ten artykuł opisuje teorie, metody lub czynności niezgodne ze współczesną wiedzą medyczną.
Test Kocha lub test drzewa (niem. der Baum Test, ang. tree-drawing test) – zdyskredytowana, metoda analizy rysunku (błędnie uznawana za test projekcyjny), opracowana przez Charlesa Kocha w latach 40. XX wieku. Według autora oparta jest w dużej mierze na, uznawanej obecnie za pseudonaukę, grafologii. Miała służyć diagnozie osobowości osoby badanej poprzez analizę charakterystyki rysunku drzewa. Mimo fundamentalnych zastrzeżeń psychometrycznych i jego szkodliwości, jest nadal najczęściej stosowanym w Polsce narzędziem w orzecznictwie psychologiczno-sądowym.

## Historia i założenia
Test drzewa został zaprezentowany w 1947 roku na międzynarodowym zjeździe psychologów w Szwajcarii, a wydany w 1952. Według Kocha autorem pomysłu stosowania rysunku drzewa jako metody diagnostycznej miał być Emil Jucker, „konsultant w wyborze zawodu”. Swój pomysł oparł on na „długich studiach historii kultury, a zwłaszcza mitów”. Taki prototypowy test rysunku drzewa miał mu „zwracać uwagę, na bazie czysto intuicyjnej, na określone problemy testowanych osób”.
Jako podstawę do opracowania metody Koch podaje „własną praktykę na polu zawodowych testów uzdolnień”. Szukając oparcia naukowego dla swoich założeń, wskazuje szczególnie grafologię, uznawaną współcześnie za pseudonaukę. Opisując stosowanie testu, autor podkreśla z jednej strony trudność interpretacji i jej zależność od „zdolności, doświadczenia, a nawet poczucia odpowiedzialności”. Z drugiej strony, analiza rysunku opiera się na „intuicji” i „wrażeniach” oceniającego. Podkreśla też zbieżności z grafologią w zakresie charakteru procesu interpretacyjnego.
W 1954 roku opublikowano pierwszą (krytyczną) recenzję testu. Autorka życzyła sobie w niej od prezentowanego narzędzia „mniej fantazji, więcej faktów”. Polska wersja podręcznika została przetłumaczona z pierwotnego oryginału, „bez jakichkolwiek skrótów i zmian”, i wydana w 1997 roku.

## Procedura badawcza
Osoba badana otrzymuje czystą, białą kartkę formatu A4, średnio miękki ołówek, gumkę i instrukcję: „Narysuj drzewo owocowe”. Koch zaleca dyskretną obserwację procesu powstawania rysunku. Zwraca się także uwagę na elementy, który zostały przez osobę badaną wymazane.
Zgodnie z opisem autora, instrukcja początkowo pozwalała na całkowicie swobodny rysunek, jednak ze względu na trudności w systematyzacji wyników, została ograniczona do drzewa owocowego. Z podobnych względów wykluczono również możliwość używania przez osoby badane kolorów.
Podręcznik pozwala na powtarzanie testu, bez określenia czasu, po jakim może on zostać powtórzony. Wręcz zachęca do kompilowania zasobu rysunków, „z towarzyszącą w wielu przypadkach uwagą, że następne drzewo musi być narysowane zupełnie inaczej od poprzedniego”. Autor uzasadnia to niemożliwością ustalenia, które „warstwy psychiki” zostały wyrażone w których rysunkach.
Podręcznik zawiera tabele rzekomych korelatów psychologicznych określonych elementów rysunku, jednak sam Koch przyznaje, że zbyt wiele jest elementów wskazujących na patologie psychiczne, niż na stany normalne i pozytywne. Każdy element rysunku ma mieć znaczenie, a obecnie na szkoleniach podaje się nawet wzory, mające rzekomo z umiejscowienia dziupli na drzewie pozwolić ustalić wiek przebycia traumy.

## Krytyka i wskazania do porzucenia testu
Według recenzji Komisji ds. Testów Psychologicznych Polskiej Akademii Nauk: „Test ma jedynie wartość historyczną, nie może być stosowany w diagnozie psychologicznej do żadnych celów i w żadnym kontekście praktycznym”. W sondażu wśród 101 ekspertów psychologii klinicznej, test został uznany za „prawdopodobnie zdyskredytowany”.
Test został uznany za nienaukowy i nierzetelny w recenzji Komisji ds. Testów Psychologicznych PAN, która stwierdziła, że nie jest narzędziem diagnostycznym, nie posiada podstaw teoretycznych ani wiarygodnego systemu interpretacji. Wśród zarzutów wobec testu wskazuje się, że opiera się raczej na potocznej, niż naukowej (choćby anachronicznej) psychologii. Ma również zachęcać badaczy w stosowaniu testów do podejścia antynaukowego, przeciwnego bezstronnemu, systematycznemu badaniu hipotez i dochodzeniu do prawdy. Podręcznik zawiera wiele stereotypów, stwierdzeń o charakterze pejoratywnych ocen i anachronizmów. Używany w teście system interpretacji określono jako impresyjny lub oznakowy, a nie całościowy.
Co równie ważne, test nie przeszedł żadnej polskiej adaptacji. Procedura badawcza wprost zachęca do subiektywnego, arbitralnego wyboru próbki wytworu osoby badanej i jej analizy. Jednocześnie badający może dowolnie zignorować wybrane przez siebie elementy danego rysunku, a nawet całe rysunki. Procedura stymuluje strategie konfirmacyjne u badacza.
W związku z tym, że podejście testu opiera się na błędnych wnioskowaniach i nie zawiera żadnego, systematycznego elementu, można je uznać za niepoddające się w ogóle weryfikacji empirycznej. Wszystkie te cechy pozwalają na daleko posunięte nadinterpretacje w analizie. Nie istnieją systematyczne badania, które pozwalałyby na weryfikację rzetelności, trafności i normalizację testu. Literatura naukowa na temat testu jest bardzo uboga. Recenzja Komisji ds. Testów Psychologicznych PAN kończy się następującą oceną: „W świetle powyższego trzeba stwierdzić, że współcześnie TD nie jest psychologicznym narzędziem diagnostycznym, a stosowany w tej funkcji może być szkodliwy.”